# Ulk (fångstredskap)
För andra betydelser, se ulk.
En ulk är ett fiskeredskap för musslor . Det är en slags bottenskrapa, liknande en  harka.